# Let It Snow!
Let It Snow! é um EP do artista canadense Michael Bublé, lançado nos Estados Unidos em 25 de novembro de 2003. Posteriormente, ele foi relançado nos Estados Unidos em 8 de outubro de 2007, e no Reino Unido em 16 de outubro de 2007.
O EP, que inclui cinco novas faixas inéditas, foi disponibilizado para download digital e em CD nos Estados Unidos, no entanto, o lançamento do CD no Reino Unido foi exclusivo nas lojas HMV.
Mais tarde, o EP foi reeditado como um CD bônus e lançado com a edição deluxe do álbum de estréia auto-intitulado de Bublé, lançado anteriormente no inicio daquele ano. Algumas das canções do EP foram posteriormente regravadas e incluídas no quinto álbum de estúdio de Bublé, Christmas (2011). A faixa "Grown Up Christmas List" foi enviada às rádios, para promover o EP. Um relançamento do álbum original de 2003 foi colocado à venda em 2007, e uma versão ao vivo de "Let It Snow!" foi adicionada.
Até dezembro de 2012, o EP havia vendido 1,032,000 cópias.

## Lista de faixas
| N.º            | Título                                   | Compositor(es)                  | Duração |  |
| 1.             | "Let It Snow! Let It Snow! Let It Snow!" | Sammy Cahn Jule Styne           | 2:05    |  |
| 2.             | "The Christmas Song"                     | Mel Torme Robert Wells          | 4:15    |  |
| 3.             | "Grown Up Christmas List"                | David Foster Linda Thompson     | 3:41    |  |
| 4.             | "I'll Be Home for Christmas"             | Walter Kent Kim Gannon Buck Ram | 3:39    |  |
| 5.             | "White Christmas"                        | Irving Berlin                   | 3:59    |  |
| Duração total: | Duração total:                           | Duração total:                  | 17:39   |  |

| Edição de 2007 |                                                    |         |  |
| N.º            | Título                                             | Duração |  |
| 6.             | "Let It Snow! Let It Snow! Let It Snow!" (ao vivo) | 2:24    |  |
| Duração total: | Duração total:                                     | 20:03   |  |